# Rita Keegan
Rita Keegan, nacida Rita Morrison (Nueva York, 1949) es una artista multimedia, profesora y archivera estadounidense afincada en Inglaterra desde finales de la década de 1970. Su trabajo incluye el video y las tecnologías digitales. Es conocida por su participación en el Black Arts Movement del Reino Unido en la década de 1980 y por su trabajo de documentación de las artistas de color en Gran Bretaña.

## Trayectoria
Nacida como Rita Morrison en el Bronx, Nueva York, de madre dominicana y padre canadiense, describió su crianza en el Bronx como algo que tenía «más en común con un entorno inglés/Commonwealth». Se graduó de la High School of Art and Design especializándose en ilustración y diseño de vestuario. Posteriormente se licenció en Bellas Artes por el San Francisco Art Institute, donde tuvo como profesoras a la fotógrafa Imogen Cunningham y a la artista afroamericana Mary O'Neill. Keegan se trasladó a Londres (Inglaterra) a fines de la década de 1970.
Keegan se formó originalmente como pintora, pero en la década de 1980 comenzó a incorporar en su obra medios basados en la lente como la fotocopiadora y el ordenador, tanto en 2D como en instalaciones. En 1984 trabajó en "Community Copyart" en Londres. Esta organización financiada por el GLC era un centro de recursos asequible para que los grupos de voluntarios crearan su propio material de impresión, además de trabajar con artistas que querían usar la fotocopiadora como una forma de grabado.
Keegan fue miembro fundador de los colectivos de artistas Brixton Art Gallery en 1982, y posteriormente de Women's Work y Black Women in View. Más tarde trabajó como co-curadora de Mirror Reflecting Darkly, la primera exposición de Brixton Art Gallery del colectivo Black Women Artists. Desde 1985, Keegan formó parte del equipo de la Women Artists Slide Library (WASL), donde creó y gestionó el Women Artists of Colour Index. Desde 1992 hasta 1994 fue directora del Archivo de Artes Visuales de África y Asia.
Keegan enseñó sobre Nuevos Medios y Diversidad Digital en la Goldsmiths, Univerty of London, donde también ayudó a poner en marcha el curso de medios digitales en el departamento de Estudios Históricos y Culturales.

## Selección de exposiciones
- 2006: Transformaciones, Lewisham Arthouse y Horniman Museum, Londres (individual).[11]
- 1997: Transformación de la corona: artistas africanos, asiáticos y caribeños en Gran Bretaña,1966-1996, Studio Museum en Harlem, Bronx Museum of the Arts y Caribbean Cultural Center (Manhattan), Nueva York.[2][12]
- 1998: Historias familiares: comiendo con nuestros recuerdos, durmiendo con los antepasados, 198 Gallery, Londres (individual).[2]
- 1995: Máquina del tiempo: Antiguo Egipto y arte contemporáneo, InIVA y Museo Británico, Londres.[13]
- 1993: Rites of Passage, ICA, Londres (individual).
- 1992: Trofeos del Imperio, Galería Arnolfini, Bristol.[14]
- 1992: Ruido blanco: artistas que trabajan con el sonido, Ikon Gallery, Birmingham.
- 1991: Four X 4 comisariada por Eddie Chambers, Wolverhampton Art Gallery, Wolverhampton.[15]
- 1991: Álbum familiar: una exposición de Brixton Black Women Artists, Copyart Resource Centre, Londres.
- 1990: Deja que el lienzo cobre vida con caras oscuras, Bluecoat.
- 1985: Mirror Reflecting Darkly: Black Women's Art, Brixton Art Gallery, Londres.[14][16]
- 1983: Women's Work, Brixton Art Gallery, Londres.[14]